# Allium spathaceum
Allium spathaceum är en amaryllisväxtart som beskrevs av Ernst Gottlieb von Steudel och Achille Richard. Allium spathaceum ingår i släktet lökar, och familjen amaryllisväxter. Inga underarter finns listade i Catalogue of Life.